# Bislett Games 2025
I Bislett Games 2025 sono stati la 58ª edizione dell'annuale meeting di atletica leggera, sesta tappa del circuito Diamond League 2025. Le competizioni hanno avuto luogo presso il Bislett Stadion di Oslo l'11 e 12 giugno 2025.

## Programma

### Giorno 1
| # | Orario | Specialità          |
| - | ------ | ------------------- |
| 1 | 19:37  | Lancio del martello |

| # | Orario | Specialità        |
| - | ------ | ----------------- |
| 1 | 20:36  | 10000 metri piani |

### Giorno 2
| # | Orario | Specialità         |
| - | ------ | ------------------ |
| 1 | 19:20  | Salto con l'asta   |
| 2 | 20:19  | 800 metri piani    |
| 3 | 20:41  | Salto triplo       |
| 4 | 20:42  | 200 metri piani    |
| 5 | 20:56  | Miglio             |
| 6 | 21:14  | 5000 metri piani   |
| 7 | 21:53  | 300 metri ostacoli |

| # | Orario | Specialità             |
| - | ------ | ---------------------- |
| 1 | 19:15  | Salto triplo           |
| 2 | 19:53  | Lancio del giavellotto |
| 3 | 20:04  | 400 metri piani        |
| 4 | 20:26  | 3000 metri siepi       |
| 5 | 21:06  | 100 metri piani        |
| 6 | 21:36  | 400 metri ostacoli     |

     Specialità valide per la Diamond League

## Risultati
Di seguito i primi tre classificati di ogni specialità.

### Uomini
| Specialità          | 1º classificato   | Prestazione | 2º classificato     | Prestazione | 3º classificato   | Prestazione |
| 200 m               | Reynier Mena      | 20"20       | Timothé Mumenthaler | 20"27       | Andre De Grasse   | 20"33       |
| 800 m               | Emmanuel Wanyonyi | 1'42"78     | Mohamed Attaoui     | 1'42"90     | Djamel Sedjati    | 1'43"06     |
| Miglio              | Isaac Nader       | 3'48"25     | Cameron Myers       | 3'48"87     | Stefan Nillessen  | 3'49"02     |
| 5000 m              | Nico Young        | 12'45"27    | Biniam Mehary       | 12'45"93    | Kuma Girma        | 12'46"41    |
| 300 m hs            | Karsten Warholm   | 32"67       | Rai Benjamin        | 33"22       | Alison dos Santos | 33"38       |
| Salto con l'asta    | Armand Duplantis  | 6,15 m      | Emmanouil Karalis   | 5,80 m      | Kurtis Marschall  | 5,70 m      |
| Salto triplo        | Jordan Scott      | 17,34 m     | Pedro Pichardo      | 17,06 m     | Max Heß           | 16,96 m     |
| Lancio del martello | Ethan Katzberg    | 80,19 m     | Mychajlo Kochan     | 79,95 m     | Thomas Mardal     | 78,25 m     |

     Prestazione che stabilisce il nuovo record del meeting.

### Donne
| Specialità             | 1º classificato         | Prestazione | 2º classificato    | Prestazione | 3º classificato   | Prestazione |
| 100 m                  | Julien Alfred           | 10"89       | Marie Josée Ta Lou | 11"00       | Dina Asher-Smith  | 11"08       |
| 400 m                  | Isabella Whittaker      | 49"58       | Henriette Jæger    | 49"61       | Amber Anning      | 50"24       |
| 10000 m piani          | Yenawa Nbret            | 30'28"82    | Miriam Chebet      | 30'32"90    | Chaltu Didaf      | 30'33"86    |
| 400 m hs               | Dalilah Muhammad        | 53"34       | Emma Zapletalová   | 54"44       | Gianna Woodruff   | 54"45       |
| 3000 m siepi           | Faith Cherotich         | 9'02"60     | Winfred Yavi       | 9'02"76     | Marwa Bouzayani   | 9'06"84     |
| Salto triplo           | Leyanis Pérez Hernández | 14,72 m     | Shanieka Ricketts  | 14,57 m     | Jasmine Moore     | 14,41 m     |
| Lancio del giavellotto | Haruka Kitaguchi        | 69,21 m     | Adriana Vilagoš    | 63,78 m     | Jo-Ané du Plessis | 62,77 m     |

     Prestazione che stabilisce il nuovo record del meeting.